# 上海市人民政府外事办公室
上海市人民政府外事办公室（上海市人民政府港澳事务办公室，上海市人民对外友好协会），简称上海市外办，是主管上海市外事工作的上海市人民政府组成部门，同时负责中共上海市委外事工作委员会办公室、上海市港澳工作协调小组办公室的日常工作。

## 机构设置

### 内设机构
- 秘书处
- 联络协调处
- 组织人事处
- 经济发展处
- 综合业务处
- 国宾处
- 党宾处
- 新闻文化处
- 领事处
- 出国管理处
- 签证处
- 友协办公室
- 友协欧美处
- 友协非大处
- 友协亚洲处
- 欧洲非洲工作处
- 亚洲大洋洲工作处
- 美洲工作处
- 涉外安全处
- 港澳处

### 直属事业单位
- 上海市外国机构服务处
- 上海市外事翻译室
- 上海市护照签证受理中心
- 上海日本研究交流中心

## 友好城市
截止2021年9月30日，上海市及相关区已与大伦敦市、旧金山市、大阪府、孟买等世界上59个国家的92个市（省、州、大区、道、府、县或区）建立了友好城市(区)关系或友好交流关系，其中市级友好城市72个、区镇级友好城市20个。2022年8月，上海国际友好城市驻沪代表联谊会成立。